# Lekkende Dyrehave
Lekkende Dyrehave este o arie protejată (arie specială de conservare — SAC, sit de importanță comunitară — SCI) din Danemarca întinsă pe o suprafață de 33 ha, integral pe uscat.

## Localizare
Centrul sitului Lekkende Dyrehave este situat la coordonatele 55°04′06″N 12°00′27″E / 55.068333°N 12.0075°E.

## Înființare
Situl Lekkende Dyrehave a fost declarat sit de importanță comunitară în mai 1998 pentru a proteja 1 specie de animale. Situl a fost protejat și ca arie specială de conservare în decembrie 2011.

## Biodiversitate
Situată în ecoregiunea continentală, aria protejată conține 2 habitate naturale: Păduri de fag Asperulo-Fagetum, Păduri de stejar sau de stejar și carpen sub-atlantice și medio-europene de Carpinion betuli.
La baza desemnării sitului se află o specie protejată de  nevertebrate: Osmoderma eremita.